# Iglesia de San Martín (Ávila)
La iglesia (o ermita) de San Martín es una pequeña iglesia católica española de origen medieval de la ciudad de Ávila

## Historia
Ubicada en la ciudad de Ávila, extramuros, existía ya en el siglo XIII, época en la que servía como parroquia. Su fábrica sufrió muchas modificaciones, por ejemplo en 1542, 1666 y 1700, año este último en que se procedió a la renovación de la capilla mayor. En 1998 se descubrieron en su interior muros y pinturas románicas tras unas obras de reforma.

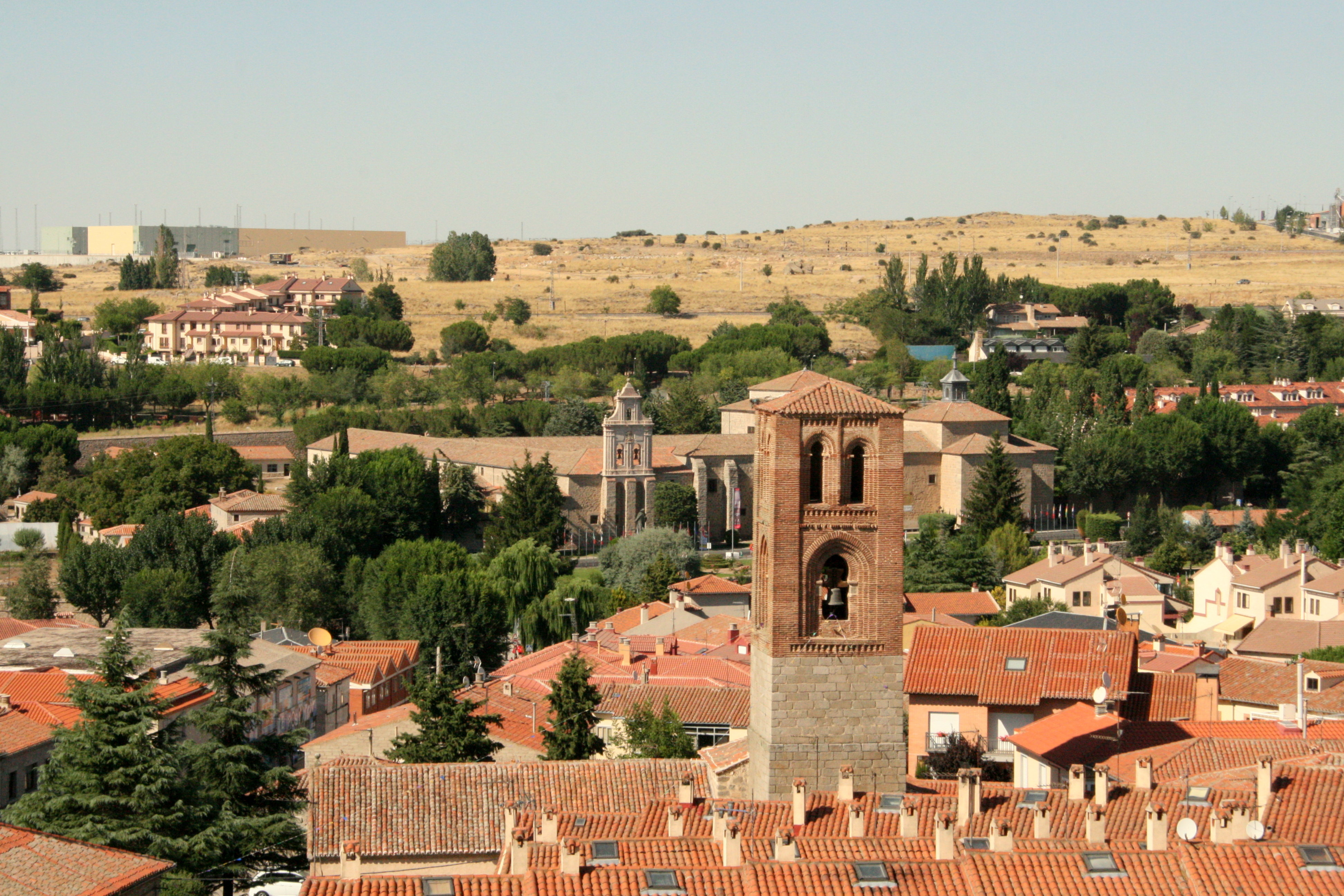
Vista aérea

Fue declarada el 29 de junio de 1983 monumento histórico-artístico de carácter nacional. En la actualidad cuenta con el estatus de bien de interés cultural.
Fue expresamente declarada en 1985 Patrimonio de la Humanidad, como elemento individual integrante del conjunto Ciudad vieja de Ávila e iglesias extramuros (ref. 348-008, con un ámbito protegido de  0.03 ha).

## Descripción
Destaca su esbelta torre, que sería de obras distintas; el primer cuerpo es de piedra berroqueña, sentada a sillares, mientras que el superior es de ladrillo. El campanario es de tradición gótica, huella de maestros mudéjares. Destacan los vanos apuntados, formados por arquivoltas decrecientes de herradura encuadradas en un alfiz.